# Tradescantia velutina
Tradescantia velutina är en himmelsblomsväxtart som beskrevs av Carl Sigismund Kunth och Carl David Bouché. Tradescantia velutina ingår i släktet båtblommor, och familjen himmelsblomsväxter. Inga underarter finns listade.